# Клапа Ришпет
Клапа Ришпет је клапа основана у септембру 2011. године, а основао је познати сплитски композитор Перо Козомара.
Досад су снимили три албума: Кад је пошла ћа, Рећи ћеш ми фала и Шта ми љубе оћеш казат. Добитници су бројних награда, а неке од њих укључују главну награду Сплитског фестивала 2013. године пјесмом Ћаћа те четири награде Цесарица у категорији Хит године клапске глазбе за пјесме Рећи ћеш ми фала 2017. године, Шта ми љубе оћеш казат 2018. године, Када љубав двије душе споји 2019. године и Мака, мака 2020. године. Сурађивали су са Мишом Ковачем, Јеленом Розгом, Дорис Драговић, Јошком Чагаљем Јолом, Франом Перишином и Душком Ћурлићем.

## Чланови
Чланови клапе су:
- Перо Козомара (композитор и продуцент)
- Иво Амулић (солиста)
- Фране Јукић (први тенор)
- Јуре Шабан-Станић (други тенор и умјетнички водитељ клапе)
- Гордан Безер (баритон)
- Јуре Бралић (бас-гитариста)
- Игор Висковић (бас-гитариста)
- Марин Трамонтана (гитариста)
- Лео Шкаро (клавијатуриста)